# Réjane
Pour les articles homonymes, voir Réjane (homonymie).
Réjane est une comédienne française, née le 8 juin 1856 à Paris, où elle est morte le 14 juin 1920.
Elle fut l'une des comédiennes françaises les plus populaires au début du XXe siècle aux côtés de Sarah Bernhardt.

## Biographie

### Origines et formation
Réjane naît sous le nom d’état civil de Gabrielle Charlotte Réju le 8 juin 1856 à Paris.
Fille de Charles Réju, contrôleur, ancien comédien et directeur de troupe, et d'Adèle Alphonsine Bernou, caissière du théâtre de l'Ambigu, elle devient à 15 ans l'élève de Regnier au Conservatoire, où elle obtient un second prix de comédie en 1874. 

### Carrière
Réjane débute dans des pièces à succès comme Un père prodigue (1880). Influencée par le Théâtre-Libre, elle se tourne vers le naturalisme et crée Germinie Lacerteux des frères Goncourt (1888), La Parisienne d'Henry Becque (1893).  
C'est le rôle-titre de Madame Sans-Gêne de Victorien Sardou, créée au théâtre du Vaudeville en 1893, qui lui apporte la célébrité à l’âge de 37 ans. Cette même année, enceinte de son amant, le comédien et directeur de l'Odéon, Paul Porel, avec lequel elle entretient une liaison depuis plusieurs années (c'est pour elle que Porel avait accepté de créer Germinie Lacerteux), elle l'épouse. Ils s'installent au 25, avenue Franklin-Roosevelt (alors « avenue d'Antin »), dans le 8e arrondissement de Paris.
Elle crée en France le rôle principal d’Une maison de poupée d'Henrik Ibsen (1894).
En 1895, sa tournée en Amérique dans le rôle de Madame Sans-Gêne décuple sa notoriété et New York lui fait un triomphe.  
En 1898, Albert Besnard fait d'elle un portrait en pied. Le guide Paris-Parisien la considère, en 1899, comme une « notoriété de la vie parisienne », « la plus parisienne des comédiennes ».

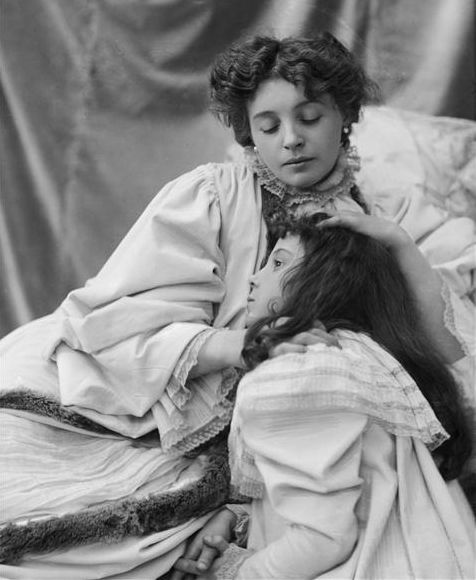
Réjane et sa fille Germaine Porel en 1896, par Paul Nadar.

Elle divorce de Porel en 1905, puis rachète l'année suivante le Nouveau-Théâtre de Lugné-Poe, rue Blanche dans le 9e arrondissement de Paris, qu'elle rebaptise théâtre Réjane après de grands travaux. Elle y donne la première française de L'Oiseau bleu de Maurice Maeterlinck en 1911 et reprend avec le même succès Madame Sans-Gêne. Elle cède la salle en 1918 au producteur Léon Volterra qui lui donne son nom actuel de théâtre de Paris.
Le mondain Gabriel-Louis Pringué l'évoque ainsi : « Je déjeunais de temps à autre chez Mme [Louis] Stern avec Mme Réjane [...] qui arrivait rue du Faubourg-Saint-Honoré dans un équipage particulier : une voiture affectant la forme d'un cab anglais, mais à quatre roues, traînée par des mules harnachées de grelots et de pompons, cadeau du roi d'Espagne, Alphonse XIII, qui admirait la conversation de la célèbre artiste [laquelle] avait un esprit de vif-argent, sa conversation se montrait un perpétuel feu d'artifice. ».

### Mort

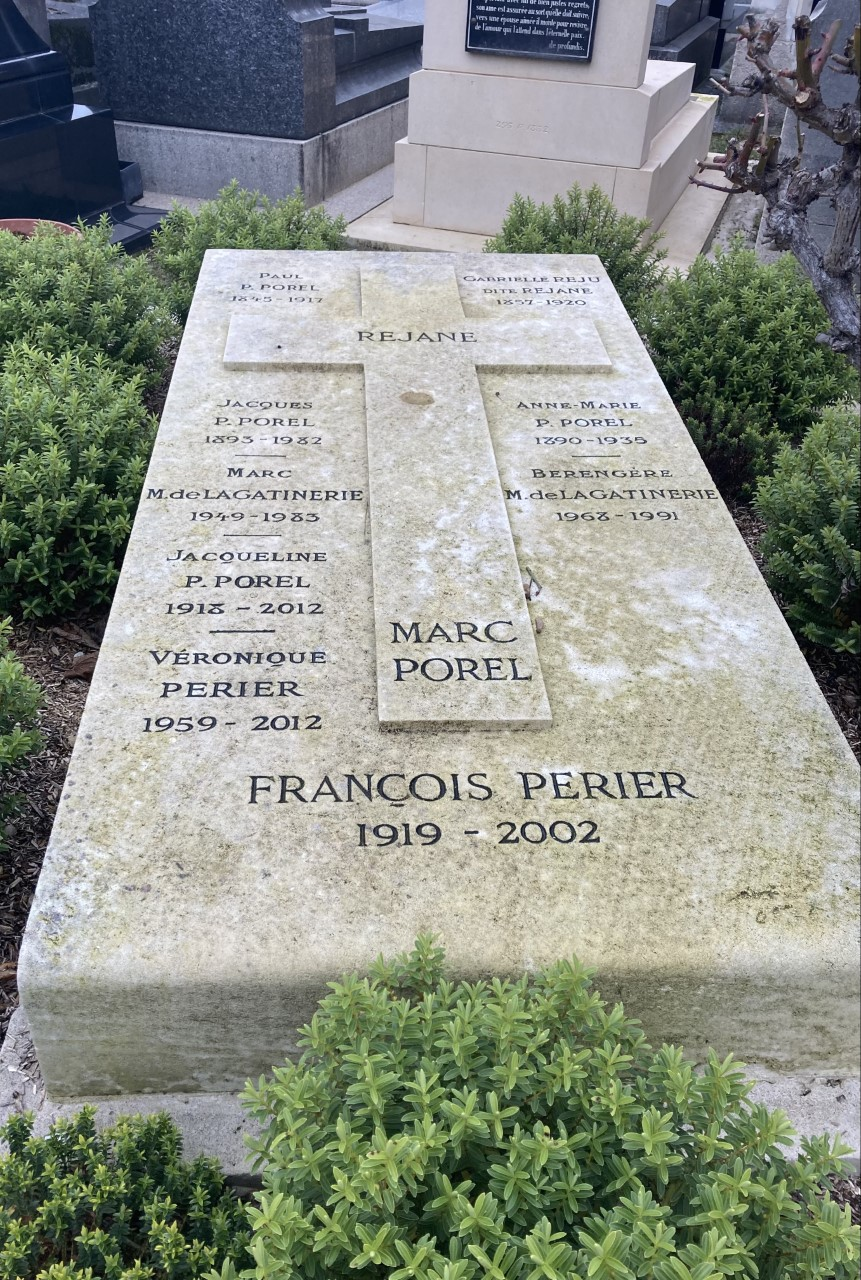
Tombe de Réjane et François Périer au cimetière de Passy.

Malade, Réjane fit un bref retour sur scène dans La Vierge folle d'Henry Bataille avant de mourir d'une crise cardiaque,, le 14 juin 1920, dans son appartement parisien du 8 bis rue Laurent-Pichat.
Elle repose au cimetière de Passy (division 8), aux côtés de son ex-mari et de plusieurs de ses descendants et collatéraux dont François Périer, mari de sa petite-fille Jacqueline Porel entre 1941 et 1947.

### Vie privée
De 1893 à 1905, Réjane a été mariée à Paul Parfouru dit Porel, avec lequel elle a eu deux enfants : un fils, Jacques, puis une fille, Germaine.
Réjane a notamment habité Asnières-sur-Seine, au 24, villa Davoust, une  « folie » démolie en 1992 malgré l'avis défavorable de l'architecte des Bâtiments de France. À sa place s'élève aujourd'hui l'école maternelle et élémentaire qui porte le nom « Réjane ».

## Marcel Proust
Marcel Proust vit Réjane sur scène pour la première fois le soir de la première de Germinie Lacerteux. Réjane disputait alors à Sarah Bernhardt le titre de plus grande actrice de la Belle Époque. Ces deux grandes comédiennes servirent de modèle au personnage de la Berma auquel rêve le narrateur d'À la recherche du temps perdu.  
Jacques Porel, fils de Réjane, et Marcel Proust devinrent bons amis après la Grande Guerre. Réjane invita Proust à occuper un appartement dans sa maison. Le jour où Proust y emménagea, il reçut les premières épreuves du Côté de Guermantes et ajouta certains traits de la personnalité de Réjane au personnage fictif de la Berma. 

## Une dynastie d'artistes

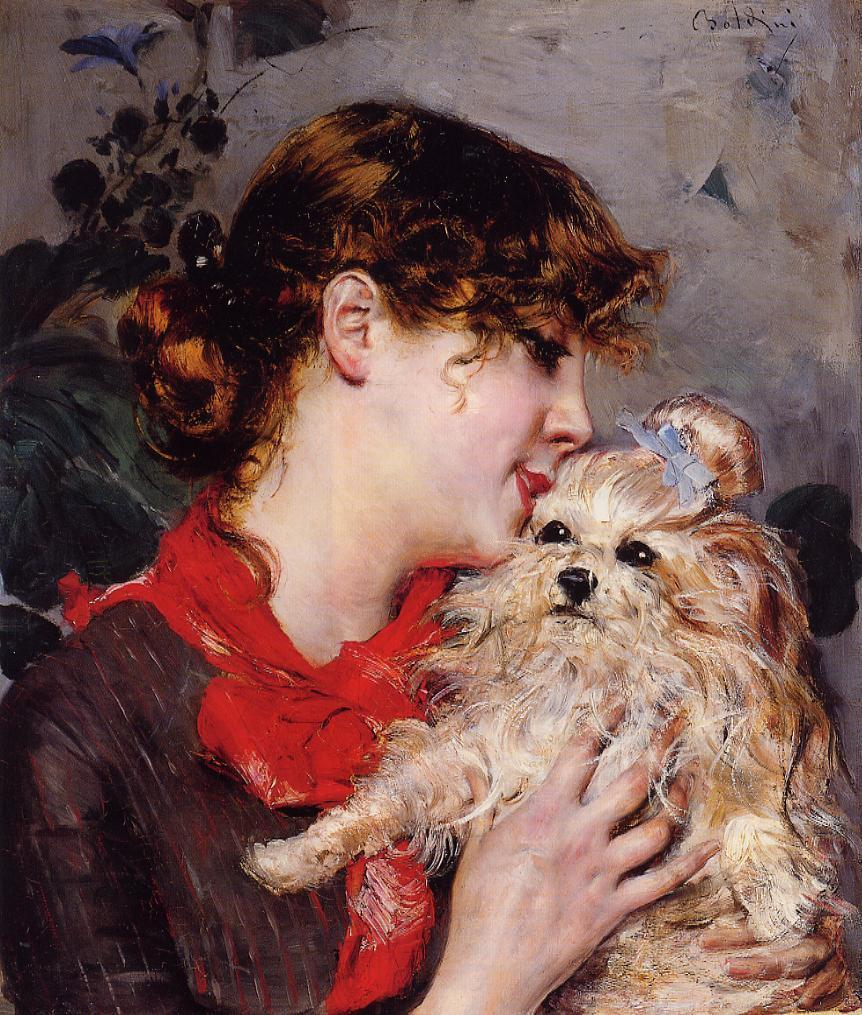
Madame Réjane par Giovanni Boldini (v. 1885).

Réjane et Paul Porel sont les parents de la comédienne Germaine Porel — mariée en 1916 au chirurgien américain Philip Duncan Wilson (1886-1969) — et de l'écrivain Jacques Porel (1893-1982), qui épousa en secondes noces la comédienne Jany Holt (1909-2005).
Jacques Porel est le père, avec sa première épouse Anne-Marie Duval (1890-1935), de la comédienne Jacqueline Porel (1918-2012) qui, elle-même, a eu quatre enfants : 
- du chanteur Henri Salvador (1917-2008), le photographe Jean-Marie Périer (né en 1940) ;
- du comédien François Périer (1919-2002) : 
  - l'assistant réalisateur Jean-Pierre Périer[11] (1943-1966),
  - la journaliste Anne-Marie Périer[a] ;
- du comédien Gérard Landry (1912-1999), le comédien Marc Porel (1949-1983).

Ce dernier, Marc Porel, est le père, avec l'actrice et modèle française Bénédicte Lacoste, de la comédienne Bérangère de Lagatinerie (1968-1991), et d'une autre fille, Camille, avec l'actrice italienne Barbara Magnolfi.

## Théâtre

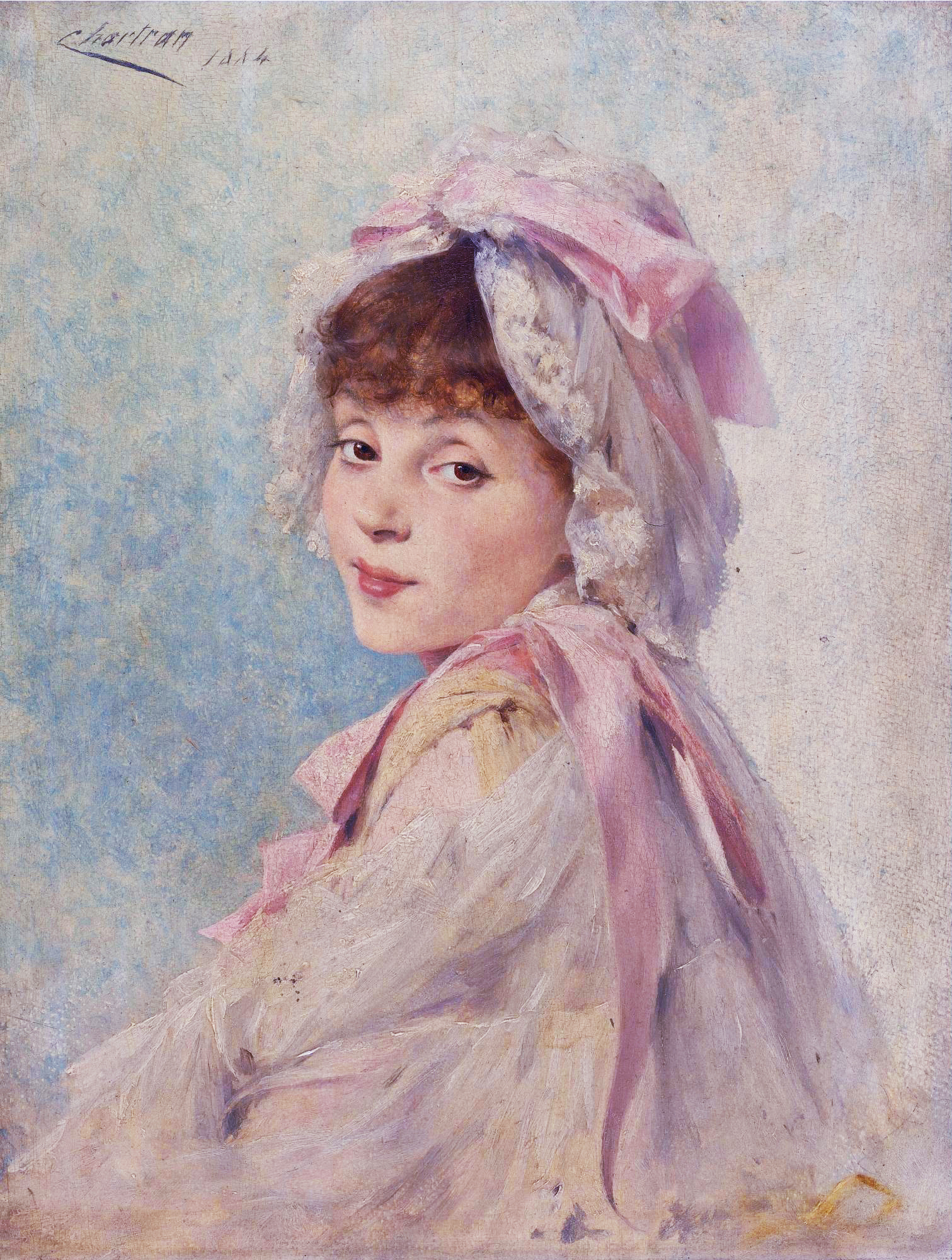
Réjane par Théobald Chartran (1884).

- 1875 : La Revue des deux-mondes de Clairville et Abraham Dreyfus, théâtre du Vaudeville
- 1875 : Madame Lili de Marc Monnier, théâtre du Vaudeville
- 1881 : Odette de Victorien Sardou, théâtre du Vaudeville
- 1883 : Pierrot assassin de Jean Richepin, palais du Trocadéro
- 1883 : Ma camarade de Henri Meilhac et Philippe Gille, théâtre du Palais-Royal
- 1885 : Clara Soleil d'Edmond Gondinet et Pierre Sivrac, théâtre du Vaudeville
- 1887 : Monsieur de Morat d'Edmond-Joseph-Louis Tarbé des Sablons, théâtre du Vaudeville
- 1887 : Le Cœur de Paris, revue, musique Philippe de Massa, Opéra-Comique
- 1888 : Décoré de Henri Meilhac, théâtre des Variétés
- 1889 : Shylock ou le Marchand de Venise de William Shakespeare, théâtre de l'Odéon
- 1890 : Ma cousine de Henri Meilhac, théâtre des Variétés
- 1891 : Amoureuse de Georges de Porto-Riche, théâtre de l'Odéon
- 1892 : Brevet supérieur de Henri Meilhac, théâtre des Variétés
- 1892 : Lysistrata de Maurice Donnay d'après Aristophane, Grand-Théâtre
- 1893 : Madame Sans-Gêne de Victorien Sardou et Émile Moreau, théâtre du Vaudeville
- 1895 : Viveurs de Henri Lavedan, théâtre du Vaudeville
- 1896 : Lysistrata de Maurice Donnay d'après Aristophane, théâtre du Vaudeville
- 1896 : Divorçons de Victorien Sardou et Émile de Najac, théâtre du Vaudeville

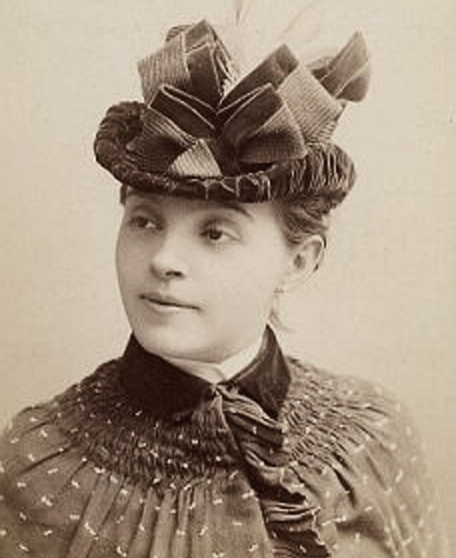
Réjane photographiée par Nadar en 1883.

- 1897 : La Douloureuse de Maurice Donnay, théâtre du Vaudeville
- 1897 : Le Partage d'Albert Guinon, théâtre du Vaudeville
- 1898 : Pamela, marchande de frivolités de Victorien Sardou, théâtre du Vaudeville
- 1898 : Georgette Lemeunier de Maurice Donnay, théâtre du Vaudeville
- 1899 : Le Lys rouge d'Anatole France, théâtre du Vaudeville
- 1899 : Amoureuse de Georges de Porto-Riche, théâtre du Vaudeville
- 1899 : Madame de Lavalette d'Émile Moreau, théâtre du Vaudeville
- 1899 : La Parisienne de Henry Becque, mise en scène André Antoine, théâtre Antoine
- 1900 : Le Béguin de Pierre Wolff et Georges Courteline, théâtre du Vaudeville
- 1900 : La Robe rouge d'Eugène Brieux, théâtre du Vaudeville
- 1900 : Sylvie ou la Curieuse d'amour d'Abel Hermant, théâtre du Vaudeville
- 1901 : La Pente douce de Fernand Vanderem, théâtre du Vaudeville
- 1901 : La Course du flambeau de Paul Hervieu, théâtre du Vaudeville
- 1902 : La Passerelle de Francis de Croisset, théâtre du Vaudeville
- 1902 : Le Masque de Henry Bataille, théâtre du Vaudeville
- 1902 : Le Joug d'Albert Guinon et Jane Marny, théâtre du Vaudeville
- 1903 : Heureuse de Maurice Hennequin et Paul Bilhaud, théâtre du Vaudeville
- 1903 : Antoinette Sabrier de Romain Coolus, théâtre du Vaudeville
- 1903 : Germinie Lacerteux de Edmond de Goncourt et Jules de Goncourt, théâtre du Vaudeville
- 1904 : La Montansier de Gaston Arman de Caillavet, Robert de Flers, Henri-Gabriel Ibels, théâtre de la Gaîté-Lyrique
- 1905 : L'Âge d'aimer de Pierre Wolff, théâtre du Gymnase
- 1906 : La Piste de Victorien Sardou, théâtre des Variétés
- 1906 : La Savelli de Max Maurey, Gilbert Thierry, théâtre Réjane
- 1907 : La Course du flambeau de Paul Hervieu, théâtre Réjane
- 1907 : Paris-New York de Francis de Croisset, Emmanuel Arène, théâtre Réjane
- 1907 : Après le pardon de Matilde Serao, Pierre Decourcelle, théâtre Réjane
- 1907 : La Clef de Sacha Guitry, Théâtre Réjane
- 1908 : L'Impératrice de Catulle Mendès, théâtre Réjane
- 1908 : Qui perd gagne de Pierre Veber d'après Alfred Capus, théâtre Réjane
- 1908 : Israël d'Henry Bernstein, théâtre Réjane
- 1909 : Trains de luxe d'Abel Hermant, théâtre Réjane
- 1909 : La Course du flambeau de Paul Hervieu, théâtre Réjane
- 1909 : Le Refuge de Dario Niccodemi, théâtre Réjane
- 1909 : Madame Margot d'Émile Moreau et Charles Clairville, théâtre Réjane
- 1911 : L'Enfant de l'amour de Henry Bataille, théâtre de la Porte-Saint-Martin
- 1913 : Alsace de Gaston Leroux et Lucien Camille, théâtre Fémina
- 1916 : L'Amazone de Henry Bataille, théâtre de la Porte Saint-Martin
- 1918 : Notre image de Henry Bataille, mise en scène Armand Bour, théâtre Réjane

## Filmographie
- 1900 : Madame Sans-Gêne de Clément Maurice
- 1908 : Britannicus d'André Calmettes
- 1909 : L'Assomoir d'Albert Capellani
- 1911 : Madame Sans-Gêne d'André Calmettes
- 1916 : Alsace d'Henri Pouctal
- 1920 : Miarka, la fille à l'ourse de Louis Mercanton

## Hommage
- Square Réjane (Paris)